# Alter Krug Helpup
Die Gaststätte Alter Krug ist ein unter Denkmalschutz stehendes Profangebäude in Helpup, einem Ortsteil von Oerlinghausen im Kreis Lippe (Nordrhein-Westfalen). Das Fachwerkhaus ist mit der Nummer 48 als Baudenkmal in die städtische Denkmalliste eingetragen.

## Architektur
Das Wohn- und Wirtschaftsgebäude ist ein traufständiger Fachwerkbau unter einem Krüppelwalmdach. Die Querdiele wurde in späterer Zeit durchgebaut. Die vermauerte Toreinfahrt ist reich, zum Beispiel mit Tulpenranken, beschnitzt und mit 1829/30 bezeichnet. Auf dem Balken über dem Torbogen steht folgender Text: Anno 1829 liessen diesen Bau anfangen Friedrich August Helpup und Anne Althof aus Kachtenhausen durch beide im Jahre 1830 fortgesetzt bis zum 3. Juli, wo der Tod sie trennte. Beendiget am 3. August durch den zurückgebliebenen Witwer. Die Wege des Herrn sind wunderbarlich, ich hoffe er führe es zum besten.

## Geschichte
Lange wurde der Krug des Möllers zum Vogelsang bei Wellentrup (heute Lage) als der heutige Alte Krug dargestellt. Der Krug des Möllers zum Vogelsang lag, wie die Zollstelle des Möllers zum Vogelsang, direkt an der Mühle im Vogelsang, also in Wellentrup und nicht in Währentrup. In Währentrup bestanden zur damaligen Zeit zwei Krüge, der Krug in der Westerheide, der heutige „Alte Krug“ und der in der Osterheide, der Krug der damaligen Familie Junghans. Die Ortsbezeichnung „Westerheide“ lässt sich heute nicht mehr lokal bestimmen. In manchen Aufzeichnungen der Familiengeschichte der Familie Helpup wird 1610 von einem Grenzwechsel berichtet, wonach der Krug des Möllers zum Vogelsang nach Währentrup kam. Laut dem Historiker Roland Linde ist dies nicht eingetreten. Es existiert kein Grenzwechsel zwischen Wellentrup und Währentrup. 1619 finden wir im Viehschatzregister der Bauerschaft Währentrup: „Junckhans im Kruge, 1 Schwein, deßen Mutter 2 Kühe, 1 Ferkel.“ Im Verzeichnis der Leibeigenen der Vogtei Oerlinghausen von 1620 wird Bauerschaft Währentrup wird unter der Nr. A548. „Junck Hanses Witwe Anneke I.G. eigen weigen der Kottstede. Vehr Kinder, deren eins als Johan befriget“ (von denen eines, männlich Johann, verheiratet ist). „Hat den Krog in der Osterheyde.“ Laut dem Historiker Roland Linde handelt es sich nicht um den Krug Helpup, das zeigt das spätere Verzeichnis aus dem Jahr 1645, wo beide Krüge nebeneinander auftreten. Im Soldatenschatzregister des Jahres 1623 finden wir in Währentrup überhaupt keine Krugbezeichnung. Es wird nur von dem „Junckhans“ berichtet. Höchstwahrscheinlich der oben genannten Krugstätte.
Wir sehen schon hier, dass der Krug des Möllers zum Vogelsang in Wellentrup nichts mit einem Krug in Währentrup zu tun hat oder hatte. Im Jahre 1637 wird erwähnt, dass die „Krögersche uff der Osterheyde“ gestorben ist und in einem alten Erbverteilungsverzeichnis steht vermerkt „hat nichts nachgelassen.“ Wir haben somit also zwei Krüge in Währentrup. Den Krug in der Westerheide, den späteren Alten Krug und dann den Krug in der Osterheide, den damaligen Krüger Junghans bzw. Junge Krug. Somit wäre auch die Namensdeutung „Alter Krug“ deutlich gemacht. Die Gaststätte wurde also im Dreißigjährigen Krieg oder kurz nach dem Dreißigjährigen Krieg als Vorspannstation mit Ausschankrecht gegründet. Sie wird heute in der 14. Generation als Familienbetrieb geführt. Den Krüger nannte man sein Leben lang nur Helpup. Da seine Gaststätte am Beginn des langen Anstiegs zum Teutoburger Wald lag, bot er den vorbeiziehenden Fuhrwerken seine Dienste an. Der Ruf help up (hilf hinauf) signalisierte ihm, dass ein zusätzliches Gespann benötigt wurde, um den steilen Anstieg nach Oerlinghausen zu bewältigen. So wurde die Wirtsfamilie namensgebend für den Ort Helpup.